# Canton de Clary
Pour les articles homonymes, voir Clary.
Le canton de Clary est une ancienne division administrative française, située dans le département du Nord et la région Nord-Pas-de-Calais.
À la suite du redécoupage cantonal de 2014, le canton est supprimé.

## Composition
Le canton de Clary regroupait les communes suivantes :
| Nom                   | Code Insee | Codepostal | Superficie (km2) | Population (dernière pop. légale) | Densité (hab./km2) |
| --------------------- | ---------- | ---------- | ---------------- | --------------------------------- | ------------------ |
| Clary (chef-lieu)     | 59149      | 59225      | 9,93             | 1 134 (2012)                      | 114                |
| Bertry                | 59074      | 59980      | 8,54             | 2 255 (2012)                      | 264                |
| Busigny               | 59118      | 59137      | 16,47            | 2 557 (2012)                      | 155                |
| Caudry                | 59139      | 59540      | 12,94            | 14 586 (2012)                     | 1 127              |
| Caullery              | 59140      | 59191      | 2,50             | 441 (2012)                        | 176                |
| Dehéries              | 59171      | 59127      | 1,87             | 43 (2012)                         | 23                 |
| Élincourt             | 59191      | 59127      | 8,41             | 633 (2012)                        | 75                 |
| Esnes                 | 59209      | 59127      | 14,44            | 663 (2012)                        | 46                 |
| Haucourt-en-Cambrésis | 59287      | 59191      | 3,57             | 214 (2012)                        | 60                 |
| Ligny-en-Cambrésis    | 59349      | 59191      | 8,79             | 1 863 (2012)                      | 212                |
| Malincourt            | 59372      | 59127      | 10,30            | 513 (2012)                        | 50                 |
| Maretz                | 59382      | 59238      | 11,28            | 1 485 (2012)                      | 132                |
| Montigny-en-Cambrésis | 59413      | 59225      | 5,87             | 582 (2012)                        | 99                 |
| Villers-Outréaux      | 59624      | 59142      | 7,09             | 2 121 (2012)                      | 299                |
| Walincourt-Selvigny   | 59631      | 59127      | 15,07            | 2 095 (2012)                      | 139                |

## Histoire
De 1833 à 1848, les cantons de Clary et de Marcoing avaient le même conseiller général. Le nombre de conseillers généraux était limité à 30 par département.

## Représentation

### Conseillers généraux de 1833 à 2015
| Période               | Identité                                        | Parti                      | Qualité |
| --------------------- | ----------------------------------------------- | -------------------------- | --- |
| 1833-1856             | Pierre-Alexandre Béry                           |                            | Colonel de la Garde nationale, notaire Propriétaire, conseiller municipal de Cambrai, fondateur des mines de Vicoigne                               |
| 1856-1867             | Comte Charles-Ernest Martin du Nord (1826-1885) |                            | Lieutenant-colonel, propriétaire à Paris Auditeur au Conseil d'État                                                                                 |
| 1867-1874             | Henri Gabriel Dutemple (1824-1891)              | Républicain                | Notaire à Walincourt |
| 1874-1880             | Jules Amigues                                   | Bonapartiste               | Journaliste, Député (1877, invalidé) |
| 1880-1886 (démission) | Henri Gabriel Dutemple                          | Républicain                | Notaire à Walincourt |
| 1886-1898             | Louis Morcrette-Ledieu                          | Droite                     | Propriétaire à Caudry Député (1898-1902) Fondateur de l'école agricole de Wagnonville                                                               |
| 1898-1904             | Gustave Lasson                                  | Socialiste Révolutionnaire | Négociant, maire de Bertry (1904-1919) |
| 1904-1910 (décès)     | Eugène Fiévet                                   | Socialiste SFIO            | Ouvrier tulliste puis négociant Maire de Caudry - Député (1910)                                                                                     |
| 1910-1922             | Ernest Plet                                     | SFIO                       | Ouvrier tisseur puis commerçant chapelier Maire de Caudry (1912-1919) Député (1919-1928)                                                            |
| 1922-1928             | Alfred Mélayers                                 | Rad.                       | Industriel à Caudry |
| 1928-1934             | Gaston Bracq                                    | SFIO                       | Ouvrier tisseur, maire de Bertry (1916-1941), conseiller d'arrondissement                                                                           |
| 1934-1940             | Abel Dehé (1891-1947)                           | RG                         | Entrepreneur de travaux publics, conseiller municipal de Busigny, conseiller d'arrondissement Nommé conseiller départemental en 1943                |
|                       |                                                 |                            | |
| 1945-1951             | Maurice Lefèbvre                                | SFIO                       | Maire de Clary (1945-1947) |
| 1951-1969 (décès)     | Alfred Dehé (fils d'Abel Dehé)                  | RI                         | Entrepreneur de travaux publics Maire de Busigny (1953-1965) Sénateur (1959-1969)                                                                   |
| 1969-1970             | Jean Durieux                                    | RI                         | Ingénieur agronome et agriculteur Député (1968-1978) Elu en 1976 dans le Canton de Marcoing                                                         |
| 1970-1992 (décès)     | Henri Lefèbvre                                  | SFIO puis PS               | Directeur de lycée Maire de Caudry (1965-1983) |
| 1993-1995 (décès)     | Jacques Warin                                   | PS                         | Maire de Caudry (1989-1995) |
| 1996-2015             | Guy Bricout                                     | DVD                        | Retraité fonction publique Maire de Caudry depuis 1995 Député-suppléant de François-Xavier Villain (2002-2017) Elu en 2015 dans le Canton de Caudry |

### Conseillers d'arrondissement (de 1833 à 1940)
Le canton de Clary avait deux conseillers d'arrondissement.
| Période | Période      | Identité                                               | Étiquette                   | Qualité |
| ------- | ------------ | ------------------------------------------------------ | --------------------------- | --- |
| 1833    | 1845 (décès) | Jean-Baptiste Maroy (1774-1845)                        |                             | Sous-lieutenant de chevau-légers en retraite, propriétaire à Ligny                                                                      |
| 1833    | 1836         | Pierre François Poizot père (1773-1856)                |                             | Propriétaire à Busigny |
| 1836    | 1839         | Napoléon Mouton                                        | Républicain modéré          | Bâtonnier de l'ordre des avocats de Cambrai, député de 1848 à 1849                                                                      |
| 1839    | 1842         | Pierre François Poizot fils (1796-1844)                |                             | Brasseur, marchand de houblon, maire de Busigny                                                                                         |
| 1845    | 1848         | Philippe Clitandre François Joseph Millot (1786-1853)  |                             | Notaire à Walincourt |
| 1845    | 1848         | Louis Alexis Charles Victor Vatin-Lanthier (1812-1873) |                             | Propriétaire à Haucourt |
|         |              |                                                        |                             | |
|         | 1883         | François Bauchard (1830-1884)                          | Républicain                 | Maire de Ligny-en-Cambrésis |
|         | 1883         | M. Poete-Taisne                                        | Républicain                 | Maire de Maretz |
| 1883    | 1901         | Léon Jules Hébert-Fontaine                             | Droite                      | Brasseur, maire de Bertry, Président du Conseil d'arrondissement                                                                        |
| 1883    |              | M. Leduc                                               | Droite                      | |
| 1901    | 1907         | Jules Lépoussez-Delfortrie                             | Républicain antiministériel | Cultivateur, négociant en houblon, maire de Busigny                                                                                     |
| 1901    | 1922         | Achille Flinois                                        | Républicain                 | Fabricant de bijoux à Walincourt |
| 1907    | 1922         | Alfred Mélayers                                        | Radical                     | Industriel à Caudry |
| 1922    | 1925         | Auguste Beauvillain                                    | SFIO                        | Ouvrier tulliste puis garçon de café, hôtelier, représentant en vins, enfin commerçant Député (1924-1928), maire de Caudry (1919-1942)  |
| 1925    | 1931         | Gaston Bracq                                           | SFIO                        | Ouvrier tisseur, maire de Bertry (1916-1941)                                                                                            |
| 1925    | 1931         | Léon Belot (1889-1932)                                 | SFIO                        | Ouvrier tulliste, adjoint au maire de Caudry, syndicaliste CGT                                                                          |
| 1931    | 1934         | Abel Dehé                                              | Républicain                 | Entrepreneur de travaux publics, conseiller municipal de Busigny                                                                        |
| 1931    | 1937         | Georges Hennechart                                     | Républicain                 | Fabricant de broderies mécaniques, Ligny-en-Cambrésis                                                                                   |
| 1934    | 1937         | Auguste Beauvillain                                    | SFIO                        | Ouvrier tulliste puis garçon de café, hôtelier, représentant en vins, enfin commerçant Député (1924-1928 et 1936-1940), maire de Caudry |
| 1937    | 1940         | Moïse Leriche                                          | SFIO                        | Artisan graveur, Caudry |
| 1937    | 1940         | Alfred Dupont                                          | SFIO                        | |
| 1940    |              |                                                        |                             | Les conseils d'arrondissement ont été suspendus par la loi du 12 octobre 1940 et n'ont jamais été réactivés                             |

## Démographie
| 1962   | 1968   | 1975   | 1982   | 1990   | 1999   | 2006   | 2011   | 2012   |
| ------ | ------ | ------ | ------ | ------ | ------ | ------ | ------ | ------ |
| 33 356 | 32 724 | 32 228 | 31 292 | 30 052 | 29 660 | 29 879 | 31 172 | 31 185 |

### Pyramide des âges
Comparaison des pyramides des âges du Canton de Clary et du département du Nord en 2006
| Hommes | Classe d’âge   | Femmes |
| ------ | -------------- | ------ |
| 0,2    | 90 ans et plus | 0,8    |
| 5,4    | 75 à 89 ans    | 9,4    |
| 11,4   | 60 à 74 ans    | 13,9   |
| 20,5   | 45 à 59 ans    | 19,6   |
| 21,1   | 30 à 44 ans    | 19,3   |
| 19,8   | 15 à 29 ans    | 17,8   |
| 21,6   | 0 à 14 ans     | 19,1   |

| Hommes | Classe d’âge   | Femmes |
| ------ | -------------- | ------ |
| 0,2    | 90 ans et plus | 0,8    |
| 4,3    | 75 à 89 ans    | 7,9    |
| 10,3   | 60 à 74 ans    | 11,9   |
| 19,7   | 45 à 59 ans    | 19,4   |
| 21,1   | 30 à 44 ans    | 20,1   |
| 22,6   | 15 à 29 ans    | 21     |
| 21,6   | 0 à 14 ans     | 19     |